# Darodilia
Darodilia is een geslacht van kevers uit de familie van de loopkevers (Carabidae). De wetenschappelijke naam van het geslacht is voor het eerst geldig gepubliceerd in 1867 door Castelnau.

## Soorten
Het geslacht Darodilia omvat de volgende soorten:
- Darodilia castelnaui W.J.Macleay, 1888
- Darodilia curta Sloane, 1915
- Darodilia emarginata Sloane, 1898
- Darodilia liopleura (Chaudoir, 1869)
- Darodilia longula Tschitscherine, 1902
- Darodilia macilenta Sloane, 1895
- Darodilia mandibularis Castelnau, 1867
- Darodilia ovicollis (W.J.Macleay, 1871)
- Darodilia robusta Sloane, 1900
- Darodilia rugisternis Sloane, 1895